# Charles Whitman
Charles Joseph Whitman (24 de junio de 1941 – 1 de agosto de 1966) fue un asesino masivo estadounidense y ex Marine veteran quien fue conocido como el "Francotirador de la Torre de Texas". El 1 de agosto de 1966, Whitman utilizó cuchillos para matar a su madre su esposa en sus propios hogares, luego fue a la Universidad de Texas en Austin (UT Austin) con múltiples armas de fuego y comenzó a disparar indiscriminadamente hacia las personas. Hirió fatalmente a tres personas dentro del edificio principal de la universidad, después subió a la plataforma de observación del piso 28 en la torre del reloj de edificio. Desde allí, disparó aleatoriamente a la gente durante 96 minutos, asesinando a unas 11 personas más e hiriendo a otras 31 antes de ser abatido por el Departamento de Policía de Austin. Whitman asesinó a un total de 17 personas; la decimoséptima víctima falleció 35 años después, de las heridas recibidas en el ataque.

## Familia y educación
Charles Whitman nació el 24 de junio de 1941, en Lake Worth, Florida, era el mayor de tres hermanos nacidos de Margaret E. (su apellido de soltera era Hodges) y Charles Adolphus Whitman Jr. El padre de Whitman fue criado en un orfanato en Savannah, Georgia, y se describía como un hombre hecho a sí mismo. Su esposa, Margaret, tenía 17 años de edad cuando se conocieron. El matrimonio de los Whitman estuvo marcado por la violencia doméstica; el padre de Whitman era muy autoritario que proveía para su familia pero exigía perfección en todos ellos. Se sabía que era física y emocionalmente abusivo con su esposa e hijos. Una vecina de los Whitmans, Judi Faulch, dijo que no era capaz de recordar la cantidad exacta de veces que sus padres tuvieron que llamar a la policía en las décadas de 1940 y 1950 en respuesta a las golpizas del padre de Whitman a su esposa, hijos y mascotas.
De niño Whitman fue descrito como un niño educado que rara vez perdía los estribos. Era extremadamente inteligente—una prueba realizada a los 6 años reveló un cociente intelectual de 139. Los logros académicos de Whitman eran alentados por sus padres y cualquier indicador de falla o actitud perezosa era atendida por su padre con disciplina—a menudo física.
Margaret era una devota católica que crió a sus hijos bajo esas mismas creencias. Los hermanos Whitman a menudo asistían a misa con su madre y los tres sirvieron como monaguillos en la Iglesia del Sagrado Corazón en Lake Worth.
El padre de Whitman era un entusiasta coleccionista de armas de fuego y enseñó a cada uno de sus hijos a disparar, limpiar y mantener las armas. Regularmente los llevaba a paseos de caza y Charles se convirtió en un ávido cazador y tirador consumado. Su padre dijo de él: "Charlie a los 16 años ya podía volarle el ojo a una ardilla".
Whitman se unió a los Boy Scouts de América a los 11 años. Alcanzó el rango de Águila Scout a los 12 años y tres meses, según se dice fue el más joven en lograrlo para la época. Whitman también llegó a ser un talentoso pianista a los 12 años. Cerca de esa época, inició una extensa ruta como repartidor de periódico.

### Secundaria
En septiembre de 1955, Whitman ingresó a la St. Ann's High School en West Palm Beach, donde era considerado un estudiante moderadamente popular. En octubre ya había ahorrado tanto dinero con su ruta de repartidor como para comprarse una moto Harley-Davidson, que utilizó en la ruta.
Without sin anticiparle a su padre, Whitman se enroló en el Cuerpo de Marines de los Estados Unidos un mes antes de su graduación de secundaria en junio de 1959, donde se graduó como séptimo en una promoción de 72 estudiantes. Whitman dijo a un amigo de la familia que el catalizador de su alistamiento fue un incidente un mes antes, en el que su padre lo había golpeado y arrojado a la piscina de la familia porque Whitman había regresado ebrio a casa. Whitman se fue de casa el 6 de julio, habiendo sido asignado a un período de servicio de 18 meses con los Marines en la Bahía de Guantánamo, Cuba. Mientras Whitman viajaba hacia Parris Island, su padre, quien aún no sabía del alistamiento de su hijo, se enteró y llamó a una división del gobierno federal intentanto cancelar la inscripción de su Whitman.

### Marine de los EE.UU. y estudiante universitario
Durante el servicio inicial de 18 meses, entre 1959 y 1960, Whitman ganó la insignia de tirador destacado y la Medalla Marine Corps Expeditionary. Alcanzó 215 de los 250 puntos posibles en pruebas de puntería, destacando en los tiros rápidos a larga distancia así como en objetivos en movimiento. Luego de completar su servicio, Whitman se postuló a una beca en el Programa de Ciencias y Educación de la Naval (NESEP), una iniciativa de enviar al personal inscrito a estudios universitarios para formarse como ingenieros y, luego de graduarse, ser comisionados como oficiales. Whitman alcanzó altas calificaciones en la prueba obligatoria y el comité de selección aprobó su inscripción en una escuela preparatoria en Maryland, donde completó cursos de matemática y física antes que se le aprobara su traslado a la Universidad de Texas en Austin para estudiar ingeniería mecánica.

## Vida universitaria
En septiembre de 1961, Whitman ingresó al programa de ingeniería mecánica en la UT Austin. Inicialmente fue un estudiante de pocos recursos. Sus pasatiempos incluían karate, buceo, apuestas y cacería. Poco después de su enlistamiento, a Whitman y dos compañeros fueron vistos por un transeúnte cazando un ciervo, este transeúnte tomó nota de la placa del auto y los reportó a la policía. El trío estaba desmembrando al ciervo en el baño del dormitorio de Whitman cuando fueron arrestados. Whitman fue multado con $100 ($1,100 en 2024) por el delito.
Whitman ganó una reputación como bromista en sus años como estudiante de ingeniería, pero sus compañeros también notaron que hacía afirmaciones mórbidas y escalofriantes. En 1962 recalcó a un compañero, "Una persona podría hacer frente a un ejército desde esa altura [la torre del reloj del Edificio Principal] antes de ser atrapada".

### Matrimonio
En febrero de 1962, Whitman, de 20 años, conoció a Kathleen Frances Leissner, una estudiante de educación tres años menor que él. Leissner fue la primera novia formal de Whitman; él salió brevemente con la actriz Deanna Dunagan justo antes de iniciar su relación con Leissner. Se cortejaron por cinco meses antes de anunciar su compromiso el 19 de julio.
El 17 de agosto de 1962, Whitman y Leissner se casaron en una ceremonia católica llevada a cabo en el pueblo natal de Leissner en Needville, Texas. La pareja eligió el 22º aniversario de los padres de Whitman como la fecha de su boda. La familia Whitman viajó desde Florida para asistir al evento y su hermano Patrick fue el padrino de bodas. El padre Leduc, amigo de la familia Whitman, presidió la ceremonia. La familia de Leissner y sus amigos aprobaban su elección conyugal, describiendo a Whitman como un "joven apuesto" inteligente y ambicioso.
Aunque las calificaciones de Whitman mejoraron durante su segundo y tercer semestre, los Marines las consideraban insuficientes para la continuidad de su beca. Se le ordenó entrar en servicio activo en febrero de 1963 y fue enviado a Camp Lejeune en Carolina del Norte, por el resto de sus cinco años de servicio.

### Camp Lejeune
Whitman aparentemente resintió que interrumpieran sus estudios universitarios, aunque inmediatamente fue promovido al rango de Cabo Primero. En Camp Lejeune, fue hospitalizado por cuatro días luego de liberar a otro Marine al levantar él solo un Jeep que se había rodado hacia un terraplén.
A pesar de su reputación como Marine ejemplar, Whitman continuó apostando. En noviembre de 1963, fue juzgado por apuesta, usura, posesión de un arma personal en la base y amenaza a otro Marine por un préstamo de $30 ($300 en 2024) por el que le estaba exigiendo $15 en intereses. Fue sentenciado a 30 días de confinamiento y noventa días de trabajos forzados, fue degradado de Cabo primero (E-3) a Soldado raso (E-1).

## Detonantes documentados
Mientras esperada por la corte marcial en 1963, Whitman comenzó a escribir un diario titulado Registro diario de C. J. Whitman. En el mismo escribió su vida cotidiana en el Cuerpo de Marines y sus interacciones con su esposa y otros miembros de la familia. También escribió sobre su próxima corte marcial y su desprecio por el Cuerpo de Marines, criticándolo por las ineficiencias. En sus escritor sobre Leissner, Whitman a menudo la elogiaba y expresaba su anhelo de estar con ella. Además escribió sobre sus esfuerzos y planes de librarse de la dependencia financiera de su padre.
En diciembre de 1964, Whitman fue dado de baja honorablemente del Cuerpo de Marines. Regresó a la UT Austin, donde se inscribió en el programa de ingeniería civil. Para sostenerse a sí y a su esposa, trabajó como cobrador de la Standard Finance Company. Luego trabajó como cajero en el Banco Nacional de Austin. En enero de 1965, Whitman tomó un trabajo temporal con la Central Freight Lines como inspector de tráfico del Departamento de Transporte de Texas, mientras su esposa trabajaba como profesora de biología en la Lanier High School. También fue scout líder voluntario con la Tropa 5 de los Scouts en Austin.
Amigos de Whitman contaron que él les había dicho que golpeó a su esposa en tres ocasiones. Decían que Whitman se despreciaba por eso y confesaba estar "mortalmente temeroso de ser como su padre." En su diario, Whitman lamentó sus acciones y decidió ser un buen esposo y no uno abusivo como lo había sido su padre.

### Separación de los padres de Whitman
En mayo de 1966, la madre de Whitman anunció la decisión de divorciarse de su esposo debido a su continuo abuso físico. Whitman condujo hacia Florida para ayudar a su madre para mudarse a Austin. Se dice que él tenía tanto miedo que su padre retomara la violencia contra su madre mientras ella se preparaba para irse que solicitó a un policía local permanecer en las afueras de la casa mientras ella empacaba sus cosas. El hermano menor de Whitman, John, también se fue de Lake Worth y se mudó a Austin con su madre. Patrick Whitman, el hermano del medio, permaneció el Florida y trabajó en el negocio de plomería de su padre.
En Austin, la madre de Whitman tomó un empleo en una cafetería y se mudó a su propio apartamento, aunque permaneció en contacto con él. El padre de Whitman dijo que gastó más de $1,000 ($10,300 en 2024) en llamadas de larga distancia a su esposa e hijo, rogándola a ella que regresara y pidiéndole a su hijo que la convenciera. Durante esta estresante época, Whitman abusaba del uso de anfetaminas y comenzó a padecer severos dolores de cabeza, que él describía como "tremendos".

## Preludio al tiroteo en la torre
El día anterior al tiroteo, Whitman compró unos prismáticos y un cuchillo en una ferretería, así como también una lata de jamón spam en una tienda de la cadena 7-Eleven. Luego recogió a su esposa de su trabajo de verano como operadora de una compañía telefónica, antes de ver a su madre para almorzar en su trabajo en la Cafetería Wyatt cerca del campus.
Cerca de las 4:00 p.m., Whitman y su esposa fueron a visitar a sus amigos John y Frances Morgan. Se fueron a las 5:50 aproximadamente, así Kathy podía llegar a su turno de las 6:00 a 10:00 p.m. esa tarde.

A las 6:45, Whitman comenzó a escribir su nota de suicidio. Una parte decía:
No entiendo muy bien qué es lo que me obliga a escribir esta carta. Quizás es para dejar alguna vaga razón por las acciones que recientemente he hecho. Realmente no me entiendo estos días. Se supone que debo ser un hombre razonable e inteligente. Sin embargo, últimamente (no puedo recordar cuándo comenzó) he sido víctima de muchos pensamientos inusuales e irracionales. Estos pensamientos son recurrentes y requiere de un gran esfuerzo mental concentrarme en tareas útiles y de progreso.
En la nota, Whitman solicitaba que se practicara una autopsia a sus restos para determinar si había una causa biológica de sus acciones y por sus dolores de cabeza continuos y cada vez más fuertes. También escribió que había decidido matar a su madre y a su esposa. Expresaba incertidumbre en sus razones, sin embargo afirmaba que no creía que su madre había "alguna vez disfrutado de la vida como se lo merecía" y que su esposa "había sido una buena esposa para él como cualquier hombre hubiera esperado tener". Whitman más adelante expresó que quería liberar a ambas del sufrimiento de este mundo y para librarlas de la vergüenza de sus acciones. No mencionó un plan de ataque en la universidad.
Justo después de la medianoche del 1 de agosto, Whitman condujo hasta el apartamento de su madre en la calle 1212 Guadalupe. Luego de asesinarla, puso su cuerpo en la cama y la cubrió con sábanas. La forma en la que mató a su madre está en disputa, pero funcionarios creen que la dejó inconsciente antes de apuñalarla en el corazón.

Dejó una nota escrita a mano al lado de su cuerpo, que en parte decía:
A quien corresponda: He quitado la vida a mi madre. Me indigna el haberlo hecho. Sin embargo, siento que si hay un cielo, ella definitivamente está allí ahora... Realmente lo siento... No duden de que quería a esta mujer con todo mi corazón.
Whitman regresó a su casa de la calle 906 Jewell y apuñaló a su esposa Kathy tres veces en el corazón mientras ella dormía, cubrió su cuerpo con sábanas y retomó a la nota escrita a máquina que había comenzado la noche anterior. Con un bolígrafo escribió en un lateral:
Amigos interrumpieron. 8-1-66 Lun. 3:00 A.M. AMBAS MUERTAS.
Whitman terminó la nota también con bolígrafo:
Imagino que parece que asesiné con crueldad a quienes amo. Solo estaba tratando de hacer un trabajo rápido y minucioso [...] Si mi póliza de vida es válida por favor paguen mis deudas [...] donen el resto de forma anónima a una institución de salud mental. Quizás la investigación prevenga tragedias de este tipo [...] Denle el perro a mis suegros. Díganles que Kathy amaba mucho a "Schocie" [...] Si les place complacer mi último deseo, cremen mi cuerpo luego de la autopsia.
Whitman también dejó instrucciones en la casa rentada, pidiendo que revelaran los rollos de film de su cámara y escribió notas personales a cada uno de sus hermanos. Finalmente tituló un un sobre con "Pensamientos del día", en el que almacenó una serie de advertencias escritas y agregó en el exterior del sobre:
8-1-66. De verdad nunca pude lograrlo. Estos pensamientos son demasiado para mí.
A las 5:45 a.m. del 1 de agosto de 1966, Whitman telefoneó al supervisor de su esposa en Bell System para explicarle que Kathy estaba enferma y no podría asistir ese día. Hizo una llamada similar al trabajo de su madre, cinco horas después.
Los escritos finales en el diario de Whitman fueron redactados en pasado, sugiriendo que ya había matado a su esposa y a su madre.

## Whitman llega a la torre

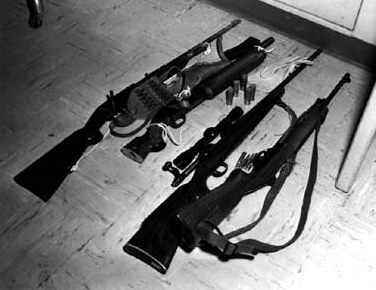
Los fusiles de Whitman que fueron llevados a la torre.

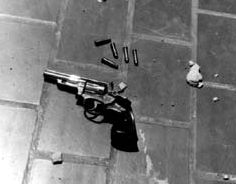
El revólver .357 Magnum de Whitman, tomado de su cuerpo por el policía Jerry Day.

Whitman había alquilado una carretilla de la Austin Rental Company y cobró 250 $ de cheques sin fondo en el banco antes de ir a la ferretería Davis' Hardware y comprar una carabina M1, explicando que quería cazar jabalíes. También fue a Sears y compró una escopeta semiautomática y un maletín de fusil de color verde. Después de serrar el cañón de la escopeta mientras charlaba con el cartero Carter Arrington, Whitman recogió todo junto con un fusil Remington 700, una carabina M1, un fusil de corredera Remington M 141 calibre.35 y varios otros artículos que tenía guardados en una baúl de madera y en su armario personal de los marines. También llevó un revólver Smith & Wesson M19 calibre .357 Magnum, una pistola Luger de 9 mm, y otra pistola pequeña, que fue identificada como una Galesi-Brescia calibre 6,35 mm. Antes de ir a la torre, se puso un mono de color caquí sobre su camisa y pantalones vaqueros. Una vez en la torre, se puso una vincha (cintillo) blanca.
Llevó la carretilla alquilada con su equipo, se encontró con el guardia de seguridad Jack Rodman y obtuvo un pase de estacionamiento, diciendo que tenía que hacer una entrega y mostrando a Rodman una tarjeta que lo identificaba como profesor "research assistant" de la universidad. Entró al edificio principal poco después de las 11:30 a. m., donde no pudo accionar el ascensor hasta que Vera Palmer le informó que no estaba encendido y lo encendió para él. Se lo agradeció y tomó el ascensor hasta el piso vigésimo séptimo de la torre, sólo un piso por debajo del reloj.
Luego arrastró su carretilla por un largo tramo de escaleras que llevaba a una escalera que iba a las habitaciones del área de la plataforma de observación. Edna Townsley era la recepcionista de turno, observó el baúl de Whitman y preguntó si tenía su identificación de trabajo de la Universidad. Él la dejó inconsciente con la culata de su fusil y arrastró su cuerpo detrás de un sofá; ella moriría más tarde en el Hospital Seton a consecuencia de este golpe. Momentos después, Cheryl Botts y Don Walden, una pareja joven que había estado observando recreacionalmente desde la plataforma de la torre, regresó al área de la recepción y se encontró con Whitman, con un fusil en cada mano. Bott declaró luego que ella creía que la gran mancha roja en el piso era barniz, y que Whitman estaba allí para disparar a las palomas. Whitman y la pareja joven se saludaron y la pareja se fue por el ascensor. Cuando se fueron, Whitman bloqueó la escalera.
Poco después, dos familias, los Gabour y los Lamport, iban de camino a las escaleras y se las encontraron bloqueadas. Michael Gabour estaba tratando de ver más allá de la barricada cuando Whitman le disparó con la escopeta recortada. Le dio en el lado izquierdo del cuello y la región del hombro, enviándolo por encima de la barandilla de la escalera sobre los miembros de la familia. Mark Gabour y su tía Marguerite Lamport murieron instantáneamente; Michael quedó parcialmente incapacitado, y su madre permanentemente.

## Los disparos desde la torre

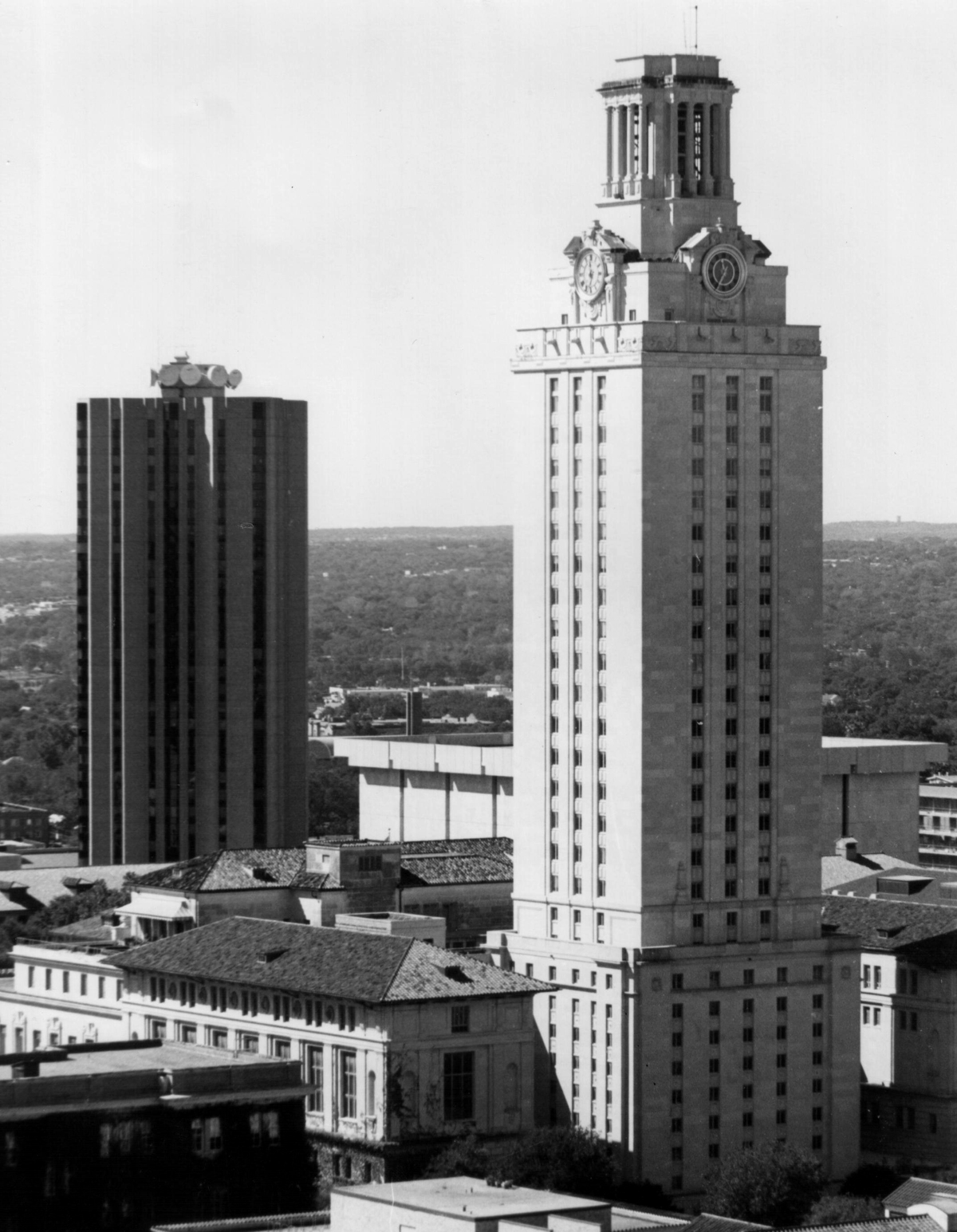
Edificio principal de la Universidad de Texas en Austin de donde estaba Whitman, quién estaba justo bajo el reloj.

Los primeros disparos desde la terraza se produjeron aproximadamente a las 11:48 a. m. Un profesor de historia fue el primero en llamar al Departamento de Policía de Austin, después de ver a varios estudiantes heridos en la zona comercial del sur del campus. Al principio no se tomó conciencia de que estaban disparando, hasta que finalmente se extendieron tanto la noticia como el pánico. Una vez que se tomó conciencia de la situación, se ordenó que todos los policías de servicio de Austin fueran al campus. Otros policías fuera de servicio, los asistentes del Sheriff del Condado de Travis y el Departamento de Seguridad Pública de Texas también se congregaron en la zona para ayudar.
Unos 20 minutos más tarde, una vez que Whitman empezó a hacer frente a los disparos de las autoridades y civiles armados (en su mayoría estudiantes) que traían sus propias armas de fuego para ayudar a la policía, este utilizó los desaguaderos en cada lado de la torre como troneras, permitiéndole continuar disparando a salvo de los disparos efectuados desde abajo, aunque limitando en gran medida su abanico de blancos. Ramiro Martínez, un policía que tuvo un papel destacado en el tiroteo, dijo que había que agradecer a los civiles que dispararon contra Whitman ya que no le permitieron apuntar con tranquilidad. El teniente de policía Marion Lee informó desde un pequeño avión que había un único francotirador disparando desde la plataforma de observación. El avión dio la vuelta a la torre mientras Lee intentaba disparar a Whitman, pero la turbulencia le dificultaba apuntar. El avión, pilotado por Jim Boutwell, fue alcanzado por los disparos del fusil de Whitman pero continuó dando la vuelta a la torre de una distancia segura hasta el final de la tragedia.
La elección de víctimas de Whitman fue indiscriminada; la mayoría de ellos estaban en la calle Guadalupe, una calle comercial muy concurrida al oeste del campus. A socorrer a los heridos contribuyeron un camión blindado y ambulancias de las funerarias locales. El conductor de ambulancia Morris Hohmann estaba asistiendo a las víctimas en la calle West 23 cuando le dispararon en la pierna, seccionándole una arteria. Otro conductor de una ambulancia rápidamente asistió a Hohmann, quien fue llevado al Hospital Brackenridge, que tenía la única sala de emergencias de la ciudad. El director del Hospital Brackenridge declaró una emergencia, y el personal médico fue hacia allí para reforzar los turnos de guardia. Hubo voluntarios que  donaron sangre en los bancos de sangre de Brackenridge y del Condado de Travis para ayudar a las víctimas.

## Muerte de Whitman
Los policías del Departamento de Policía de Austin, Ramiro Martínez, Houston McCoy y Jerry Day, además del civil Allen Crum, fueron los primeros en llegar a la terraza de la torre, a la 1:24 p. m., y se situaron en el exterior de la puerta sur. Martínez, con McCoy detrás, formaron una pareja y fueron hacia el norte rodeando la plataforma de observación por el este. Day, seguido de Crum, formaron una segunda pareja y fueron hacia el oeste por el sur. El plan era que las parejas llegasen a donde estaba Whitman por lados opuestos. Unos metros antes de llegar a la esquina suroeste, a Crum se le disparó el fusil prestado. Martínez aprovechó para salvar la esquina noreste de un salto y vació los seis tiros de su revólver.38 sobre Whitman. Mientras Martínez estaba disparando, McCoy saltó a su derecha y disparó dos tiros mortales en la cabeza, cuello y el lado izquierdo de Whitman, quien estaba sentado dando la espalda a la pared norte en la esquina noroeste, a unos 15 metros. Whitman, que parecía no haberse dado cuenta de la presencia de Martínez y McCoy, estaba protegido en parte por las luces de la cubierta de la torre y en una posición para defender ataques desde cualquiera de las dos esquinas.
Después de haber vaciado el revólver, Martínez lo tiró al suelo, cogió la escopeta de McCoy, corrió hacia el cuerpo tendido de Whitman y disparó a quemarropa sobre su antebrazo izquierdo. Luego tiró el arma al suelo y rápidamente abandonó la escena gritando: I got him! (¡Le he dado!).

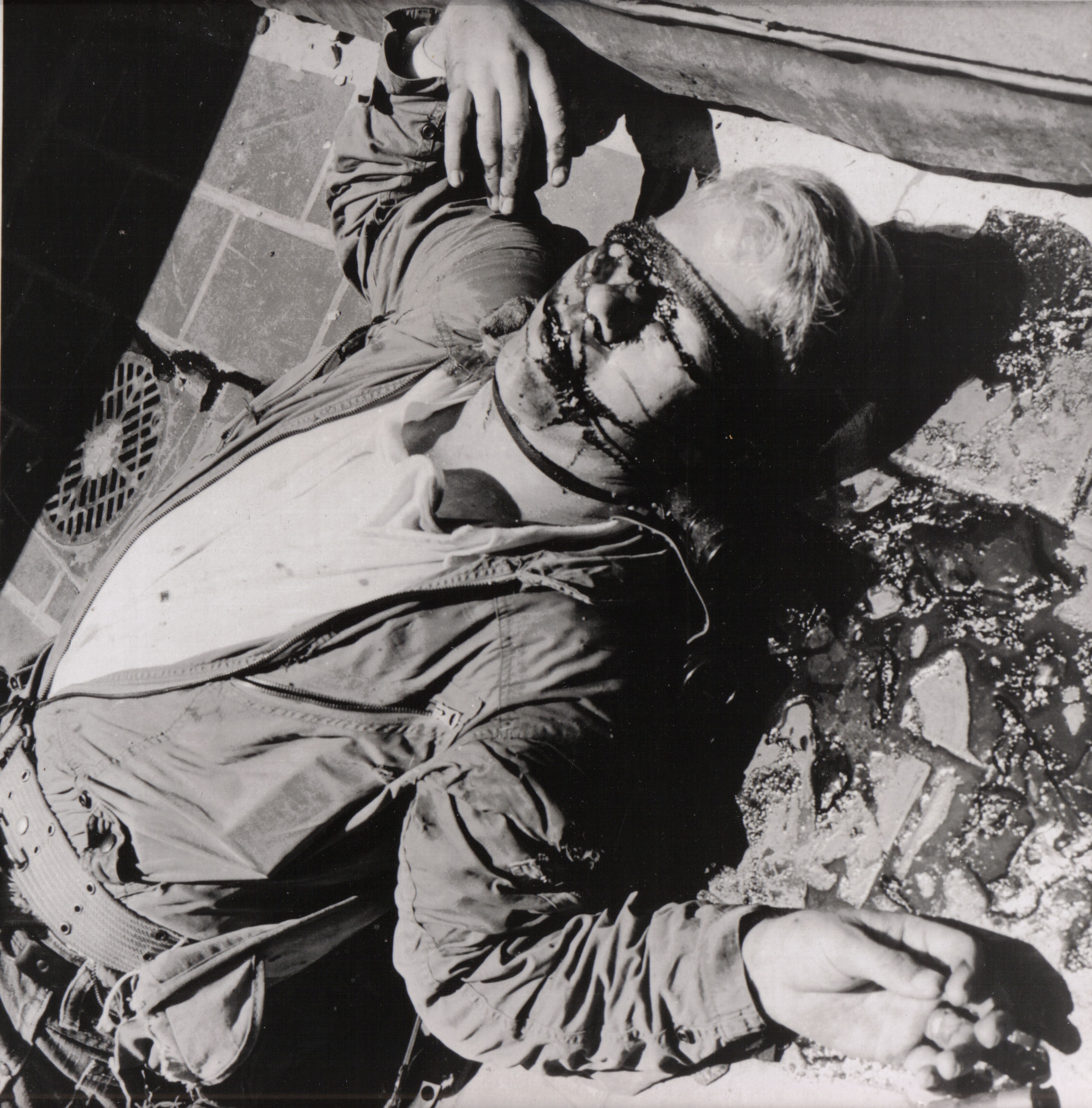
Cadáver de Whitman en la plataforma de observación.

Después de atender a los heridos en el hueco de la escalera, los policías Milton Shoquist, Harold Moe y George Shepard subieron al piso vigésimo octavo y llegaron cuando Martínez, McCoy, Day y Crum estaban afuera en la plataforma de observación. Moe, que llevaba una radio de la policía, escuchó a Martínez decir, "le he dado", y comunicó sus palabras al operador de la radio del Departamento de Policía de Austin.

### Autopsia y entierro
Se realizó una autopsia tal como pidió la nota de suicidio de Whitman, que fue aprobada por el padre de Whitman, Charles Adolf Whitman, y realizada por el Dr. Coleman de Chenar. Se le halló un tumor cerebral. Al principio se dijo que era un astrocitoma, pero más tarde se dijo que era un glioblastoma. El documento decía que esta lesión "posiblemente podría haber contribuido a su incapacidad para controlar sus emociones y acciones".
Hubo un funeral para Whitman y su madre oficiado por Tom Anglim en la parroquia de la familia del Sagrado Corazón en Lake Worth. Fue enterrado al lado de su madre y de su hermano John.
Por ser veterano de los marines, el ataúd de Whitman se cubrió con una bandera de los Estados Unidos.

## Víctimas mortales
| - Margaret Whitman (43), asesinada en su apartamento. - Kathy Whitman (23), asesinada mientras dormía. - Edna Townsley (47), recepcionista de la torre. - Marguerite Lamport (45), asesinada por un disparo en la escalera de la torre. - Mark Gabour (16), asesinado por un disparo en la escalera de la torre. - Thomas Eckman (19), herido en el hombro. - Robert Boyer (33), herido en la espalda, al visitar a su profesor de física. - Thomas Ashton (22), herido en el pecho. - Thomas Karr (24), herido en la columna. | - Billy Speed (22), policía, la bala le entró por el hombro y se alojó en el pecho. - Harry Walchuk (39), estudiante y padre de seis hijos. - Paul Sonntag (18), disparado en la boca mientras se escondía en la barricada. - Claudia Rutt (18), asesinada al ayudar a su prometido Sonntag. - Roy Schmidt (29), disparado en su camión en la Fuente Littlefield. - Karen Griffith (17), herida en el pecho, murió después de una semana. - David Gunby (58), murió en 2001, cuando decidió interrumpir los treinta años de diálisis a que le condenó el disparo de Charles Whitman. - Bebé no nacido, herido mortalmente junto con su madre cuando le dispararon a la embarazada Claire Wilson en la cadera. |

## Charles Whitman en la ficción
- En la película de Stanley Kubrick Full Metal Jacket, el sargento de instrucción pone a Lee Harvey Oswald y Charles Whitman como ejemplos de la puntería que se puede adquirir en los marines.

- En la película humorística Los colegas del barrio de Familia Wayans se hace referencia a Charles Whitman, cuando uno de sus  personajes llamado el señor X, dispara al primer negro de barrio que llegaba a la universidad.

- En la película Natural Born Killers de Oliver Stone, Charles Whitman es mencionado como uno de los asesinos del programa de Wayne Gale, y en otra escena Jack Scagnetti revela que se volvió detective y odia a los psicóticos porque su madre fue asesinada por Whitman.

- En el anime Black Lagoon, en el capítulo 06, hacen una breve referencia a Charles Whitman, en la que Dutch recrimina a Levy su falta de disciplina al disparar contra rehenes, diciendo: "Si hubiera querido un pistolero, hubiera contratado a Whitman".

- En un capítulo de Los Simpson, Ned Flanders sueña que es Charles Whitman y sube a una torre y dispara a la gente, creyendo que todos eran Homer Simpson.

- En el capítulo 5 "Signal 30" de Mad Men mencionan el evento protagonizado por Charles que causa terror entre los estadounidenses en esa época.

- En el manga Reincarnation no Kaben, aparece un personaje perteneciente al ejército de  retornados pecadores que posee el talento de disparo de Whitman. Este es bautizado en el manga como: "Disparo preciso como un reloj". El personaje muere a manos de la reencarnación de Simo Häyhä.

- En el capítulo 9 de la serie Mindhunter se compara a Charles Whitman con Richard Speck, al catalogarse a ambos como asesinos «a lo loco» (no escogen previamente a sus víctimas) en contraposición a los asesinos en serie, momento en la serie en la que se acuna el concepto.
- En el capítulo 2 de la temporada 3 de la serie X files se hace referencia al incidente de la torre en la universidad, donde Mulder detiene al hombre trastornado por un agente químico.